# Green Book (phim)
Green Book (Sách xanh) là phim điện ảnh hài-chính kịch của Mỹ năm 2018. Lấy bối cảnh tại vùng Thâm Nam Hoa Kỳ vào thập niên 1960, cốt truyện phim xoay quanh một nghệ sĩ piano nhạc jazz và nhạc cổ điển người Mỹ gốc Phi Don Shirley (Mahershala Ali) và Tony Vallelonga (Viggo Mortensen), một vệ sĩ gác cửa giữ vai trò vệ sĩ và tài xế của Shirley.
Do Peter Farrelly đạo diễn, phim do Farrelly, Brian Currie và con trai của Vallelonga là Nick Vallelonga hợp tác viết kịch bản, dựa trên những cuộc phỏng vấn giữa cha anh và Shirley, cũng những bức thư mà ông viết gửi cho mẹ anh. Tựa đề phim đặt theo The Negro Motorist Green Book, một cuốn cẩm nang du lịch vào giữa thế kỉ 20 dành cho khách du lịch người Mỹ gốc Phi của tác giả Victor Hugo Green, nhằm giúp họ tìm kiếm nhà nghỉ và nhà hàng sẽ chấp nhận họ.

## Nội dung
Người gác cửa Tony Lip là người Mỹ gốc Ý, thuộc tầng lớp lao động và về học vấn không vượt quá lớp bảy. Bởi vì câu lạc bộ Copacabana, nơi anh làm việc, đóng cửa trong vài tháng do phải tái thiết vào năm 1962, Tony nhận làm tài xế cho một người Mỹ gốc Phi, Don Shirley, một người quý phái và nghệ sĩ dương cầm có học thức, rất tài năng và là một người bạn của gia đình Kennedy và sống trong một căn hộ giống như bảo tàng phía trên tòa nhà trình diễn âm nhạc nổi tiếng Carnegie Hall. Nhưng Shirley không chỉ kiếm một người lái xe. Ông ta cần Tony như là một người trợ lý cá nhân trong một chuyến lưu diễn từ New York đến các bang miền Nam, đảm bảo rằng ông xuất hiện đúng giờ cho mỗi buổi biểu diễn. Các nhạc sĩ đồng nghiệp của Shirley, tay bass George Dyer và nghệ sĩ cello người Nga Oleg, đi xe riêng trong chuyến lưu diễn.
Trong chuyến đi dài hai tháng, họ cùng nhau trải qua những thăng trầm. Họ phải lên kế hoạch cho chuyến đi của mình theo cuốn Negro Motorist Green Book, một cuốn sách hướng dẫn du lịch cho những người lái xe người Mỹ gốc Phi, liệt kê một vài chỗ ở, nhà hàng và trạm xăng mà chấp nhận khách hàng da đen. George và Oleg, với tư cách là người da trắng, không phải chịu những hạn chế tương tự trên hành trình như đồng nghiệp của họ. Khoảng cách giữa Tony với cách suy nghĩ khá đơn giản của ông ấy và Don với bản chất có văn hóa của ông ta nhiều lúc trở nên rõ ràng trên cuộc hành trình. Người tài xế khó có thể tin rằng, người nghệ sĩ chơi dương cầm da đen có bằng tiến sĩ lại chưa bao giờ nghe về các nhạc sĩ da đen như Little Richard và Aretha Franklin. Ngay cả Chubby Checker ông ta cũng chỉ biết tên. Tony không chỉ đưa ông ta đến gần với âm nhạc của những nhạc sĩ da đen khác trên hành trình của mình, mà cả việc thưởng thức thịt gà chiên. Còn ông chủ của ông ta giúp ông tìm ra những từ thích hợp khi viết thư cho vợ, khi ông ta muốn giải thích cảm xúc của mình với bà ấy hoặc vẻ đẹp của những phong cảnh mà họ đi qua trong hành trình của họ. Ông ấy cũng dạy cho ông những bài học về sự thành thật và cố gắng cải thiện lối diễn đạt của ông.
Đầu tiên, Don chịu đựng sự sỉ nhục vì không thể ăn, ngủ, hoặc tiểu tiện ở nơi anh ta muốn. Tuy nhiên, một đêm nọ, anh ta mạo hiểm vào một quán bar ở Louisville và bị đánh vì là người da đen. Tony, được cảnh báo bởi George, xuất hiện đúng lúc để giải cứu Shirley hoàn toàn say xỉn khỏi tay những người lỗ mãng. Một thời gian ngắn sau đó, Tony ở Macon chỉ có thể giải cứu ông chủ của mình ra khỏi nhà tù bằng cách mua chuộc cảnh sát. Don đã bị bắt gặp ở đó có quan hệ với một người đàn ông, nhờ những trải nghiệm tại câu lạc bộ New York khiến Tony cảm thấy thản nhiên trong những vấn đề như vậy.
Khi Tony gặp những người quen ranh ma từ New York ở Memphis, ông chủ của ông ta lo lắng rằng ông ta có thể làm ông thất vọng, nhưng ông ta đã trấn an ông ấy, hứa sẽ hoàn thành nhiệm vụ cho đến khi tour diễn kết thúc. Gần trước Giáng sinh, họ bị cảnh sát ở Little Rock kiểm soát. Đáp trả sự thù địch phân biệt chủng tộc của một cảnh sát viên, Tony đã trả lời bằng một cú đấm vào mặt.
Cả hai đều bị giam giữ và mọi việc trông có vẻ như là họ vì vậy không thể đáp ứng lịch trình của họ. Tuy nhiên, sau cú điện thoại từ Don đến Bộ trưởng Tư pháp Bobby Kennedy và một chỉ thị từ ông Thống đốc, họ được phép tiếp tục cuộc hành trình.
Nhờ vậy, họ đến được thành phố Birmingham, điểm dừng chân cuối cùng trong hành trình của họ. Có lần, Nat King Cole đã bị đánh đến gần chết ở đây trong một buổi biểu diễn, và hiện vẫn còn một số quan điểm như vậy về vị trí được gán cho người da đen. Khi Don, cùng với Tony, George và Oleg, muốn ăn trong nhà hàng của tòa nhà trình diễn âm nhạc, nơi ông ta sẽ biểu diễn vài giờ sau đó, ông bị người quản lý tên Kindell cấm làm vậy. Cuối cùng, Tony và Don đồng ý hủy buổi hòa nhạc, ngay cả khi họ không thực hiện nghĩa vụ của họ theo hợp đồng. Họ ghé tới Orange Bird, một câu lạc bộ âm nhạc chỉ có khán giả người da đen. Sau khi Don ban đầu chơi một bản nhạc cổ điển trên piano, ông ta đã đệm nhạc cho các nhạc sĩ có mặt tại buổi biểu diễn của họ.
Cùng đêm hôm đó, họ lên đường trở về New York. Họ gặp phải một trận bão tuyết và lại bị một anh cảnh sát chặn lại, người tuy nhiên chỉ cho biết là xe họ đã bị xẹp bánh. Vì Tony muốn có mặt ở nhà bằng mọi cách vào đêm Giáng sinh, nhưng mà đã quá mệt mỏi, nên Don tự mình lái xe cho phần cuối cùng. Tony xuất hiện kịp thời để ăn tiệc cùng gia đình, và Don cũng được chào đón ở đó.